# 2071 Nadezhda
2071 Nadezhda è un asteroide della fascia principale. Scoperto nel 1971, presenta un'orbita caratterizzata da un semiasse maggiore pari a 2,2518524 UA e da un'eccentricità di 0,1577651, inclinata di 3,63581° rispetto all'eclittica.
L'asteroide è dedicato all'educatrice e psicologa russa Nadežda Konstantinovna Krupskaja.